# Porangatu (gemeente)
Porangatu is een gemeente in de Braziliaanse deelstaat Goiás. De gemeente telt 48.105 inwoners (schatting 2009).

## Aangrenzende gemeenten
De gemeente grenst aan Bonópolis, Montividiu do Norte, Mutunópolis, Novo Planalto, Santa Tereza de Goiás, Trombas, Araguaçu (TO) en Talismã (TO).